# فرانتسیسکا هنتشل
فرانتسیسکا هنتشل (آلمانی: Franziska Hentschel؛ زادهٔ ۲۹ ژوئن ۱۹۷۰) بازیکن هاکی روی چمن اهل آلمان است.
هنتشل یکی از اعضای تیم ملی هاکی روی چمن زنان آلمان بود که مدال نقره بازی‌های المپیک تابستانی ۱۹۹۲ در بارسلون اسپانیا را به دست آورد. او از سال ۱۹۹۲ در دو المپیک تابستانی متوالی برای کشور خود شرکت کرد.